# 杨柳青镇

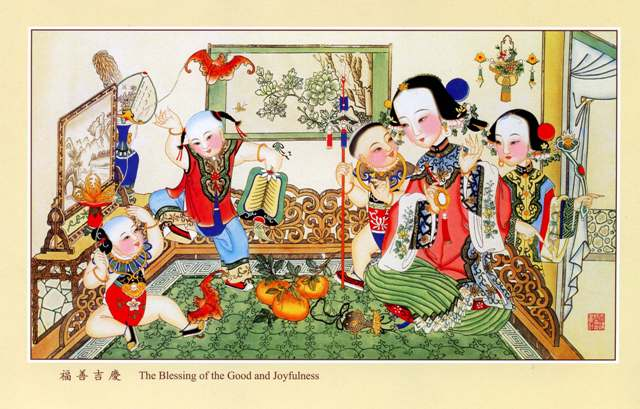
杨柳青年画

杨柳青镇，位于天津市西青区，依傍京杭大运河，是中国北方历史名镇。2005年中央电视台首届「中国魅力名镇」评选中，杨柳青镇荣获「中国魅力文化传承名镇」称号。2009年，被国家住房和城乡建设部、国家文物局命名为“中国历史文化名镇”。2019年被评为中国文化百强镇。
西青区人民政府坐落于该镇府前街2号。

## 历史
杨柳青镇，初名“流口”，后更名“柳口”。金贞祐二年（1214）置“柳口镇”，元末明初更今名。
中华人民共和国建国前，杨柳青镇先后隶属章武、平舒、鲁城、武清、静海、天津等县市。
建国后，先后隶属河北省、河北省天津专区、静海县、天津市南开区、天津市西郊区、天津市西青区。

## 名称由来
- “有柳说”：初名“流口”。因遍栽莳柳，杨柳密布，又名“柳口”。后逐渐更名为“杨柳青”。
- “名人留说”：元代至正三年(1343年)，偈奚斯所作《杨柳青谣》，其中有“杨柳青青河水黄，河流两岸苇篱长”之句，故得名“杨柳青”。
- “御赐钦定说”：传乾隆下江南之时，沿南运河行至此地，见两岸杨柳繁茂，遂问刘墉为何地，刘墉随口答为“杨柳青”，乾隆亦颔首称曰：“杨柳青！”被陪行的地方官传扬开去，更名“杨柳青镇”。

## 历史建筑

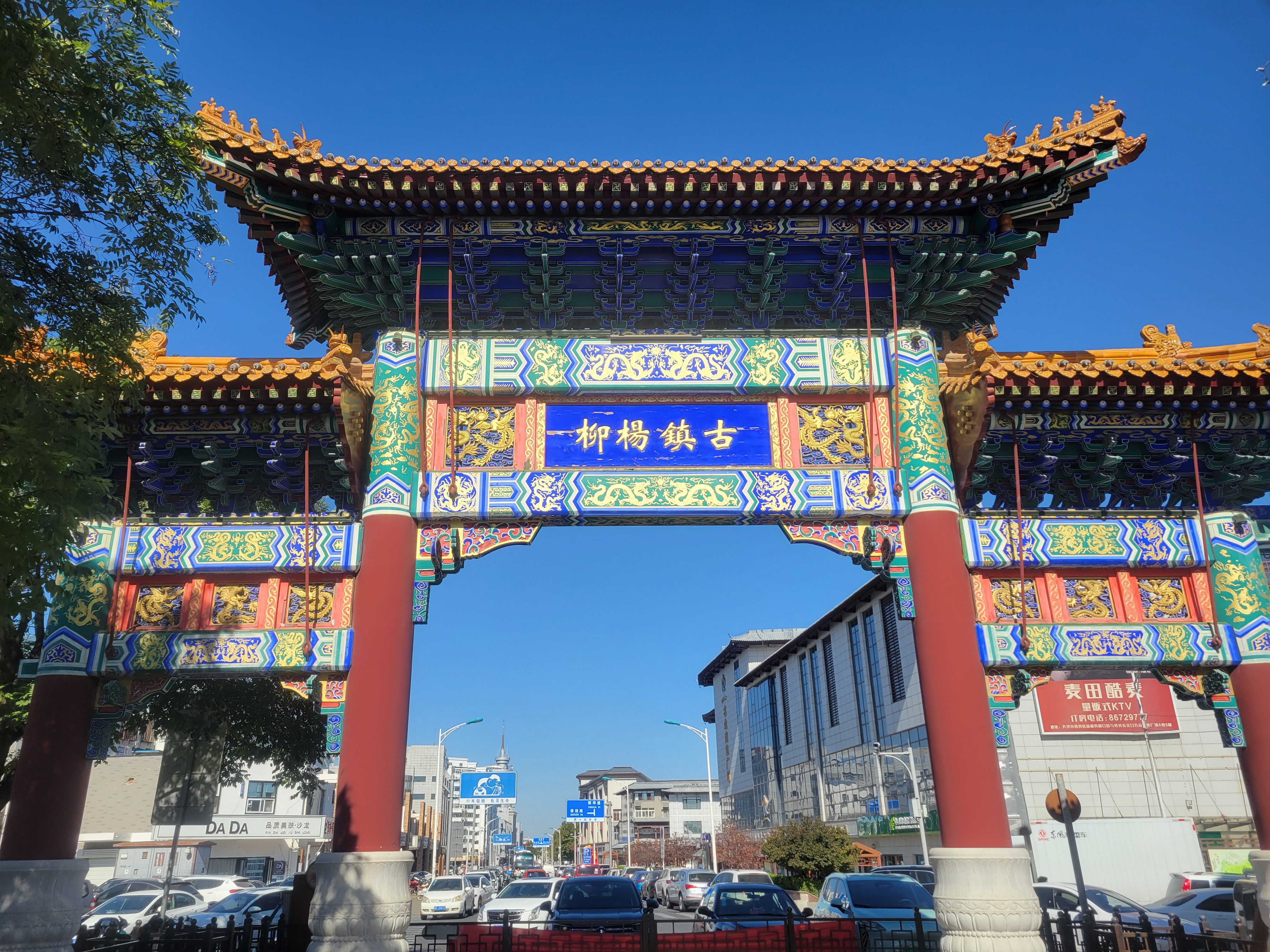
杨柳青古镇前的“古镇杨柳”牌坊

- 石家大院
- 天津文昌阁
- 安氏祠堂
- 平津战役天津前线指挥部遗址

## 行政区划
下辖：
宁福苑社区、柳苑里社区、轻机厂社区、三经路社区、西河闸社区、碧泉花园社区、广汇园社区、青水家园社区、锦秀花园社区、世纪新苑社区、柳溪苑社区、英伦名苑社区、莱茵小镇社区、柳轩苑社区、美庭苑社区、御河墅社区、明月花苑社区、一街村、二街村、三街村、四街村、五街村、六街村、七街村、八街村、九街村、十街村、十一街村、十二街村、十三街村、十四街村、十五街村、十六街村、白滩寺村、大柳滩村、隐贤村、东桑园村、前桑园村、后桑园村、东碾坨嘴村、西碾坨嘴村、娄家院村、天津农学院（杨柳青）社区、天津理工中环信息学院社区和天津劳动经济技术学校社区。

## 交通
- 104国道过境。
- 京沪铁路杨柳青站：为津浦铁路上的百年老站之一。

## 中国传统村落
- 2016年12月，六街村被评为第四批中国传统村落。